# Dorotea i dödsriket
Dorotea i dödsriket är en svensk animerad kortfilm från 2007 i regi av Kati Mets. Som röstskådespelare hörs Gunilla Röör och Claes Ljungmark. Filmen handlar om Dorotea som vaknar upp en morgon och upptäcker att hon är död.